# Никольское (Дмитровогорское сельское поселение)
Никольское — деревня в Конаковском районе Тверской области. Входит в состав Дмитровогорского сельского поселения.

## География
Находится в юго-восточной части Тверской области на расстоянии приблизительно 16 км на восток по прямой от районного центра города Конаково.

## История
Деревня располагалась изначально в ныне затопленных низовьях речки Полозовка недалеко от места ее впадения в Волгу.

## Население
Численность населения: 95 человек (русские 97 %) в 2002 году, 55 в 2010.